# Ancylotherium

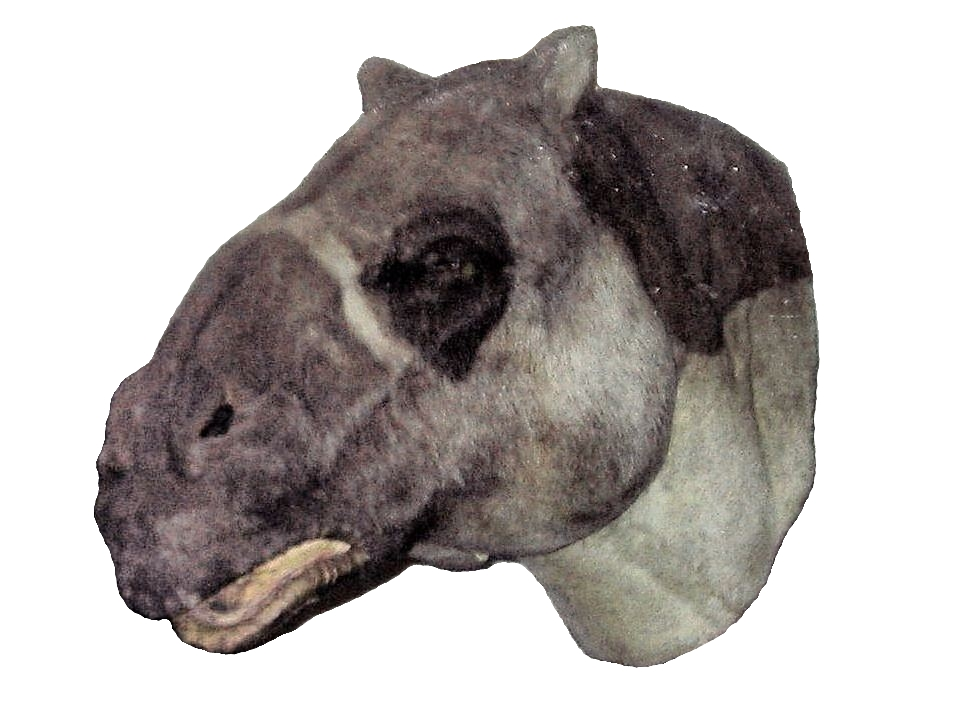
Modelo baseada na descrição do documentário Walking with Beasts

Ancylotherium (do grego, que significa "besta com gancho") é um gênero extinto da família Chalicotheriidae, subfamília Schizotheriinae, endêmico da Europa, Ásia e África durante o final do Mioceno - início do Pleistoceno (9,0—1,8 milhões de anos ), existindo por aproximadamente 7,2 milhões de anos.